# M40 Gun Motor Carriage
M40 Gun Motor Carriage foi uma artilharia autopropulsada desenvolvida para o Exército dos Estados Unidos no fim da Segunda Guerra Mundial.
Tinha como base o chassi do tanque médio M4 Sherman, que levava um canhão de 155 mm, além de ter sido equipado com um motor Continental e um novo sistema de suspensão.
Em 1945, no fim da guerra, somente um M40 foi usado na Frente Ocidental. Apesar disso, um total de 600 foram encomendados, com 311 sendo concluídos pela Pressed Steel Car Company após o fim da guerra.
No pós-guerra, alguns M40 foram adquiridos pelo Exército Britânico, ficando conhecidos como Cardinal.